# جورج بورلي
جورج بورلي (بالإنجليزية: George Burley)‏ (3 يونيو 1956 المملكة المتحدة - ) هو لاعب كرة قدم بريطاني، شارك في كأس العالم 1982.

## مسيرته الكروية
لعب جورج بورلي خلال مسيرته الاحترافية مع 7 أندية في خمسة وعشرون موسمًا وسجل خلالها 8 أهداف ضمن 628 مباراة. حيث فاز في موسمين بالكأس ولم يفز بأي دوري.
خاض جورج بورلي مسيرته مع نادي إيبسويتش تاون في موسم 1973–74 ليلعب معه ثلاثة عشر موسمًا، مشاركًا في 394 مباراة سجل خلالها 6 أهداف. ثم انتقل إلى نادي سندرلاند في موسم 1985–86 ولمدة موسمين، حيث شارك في 54 مباراة ولم يسجل أي هدف. لينتقل بعدها إلى نادي غيلينغهام في موسم 1988–89 لمدة موسم واحد، مشاركًا في 46 مباراة سجل خلالها هدفين. ثم انتقل إلى نادي ماذرويل في موسم 1989–90 في المرة الأولى ولمدة موسمين ثم في موسم 1993–94 لمدة موسم واحد، مشاركًا طوالها في 59 مباراة ولم يسجل أي هدف. هذا وانتقل لاحقًا إلى نادي آير يونايتد في موسم 1990–91 ليلعب معه أربعة مواسم، مشاركًا في 67 مباراة ولم يسجل أي هدف أيضًا. ثم انتقل بعدها إلى نادي كولتشستر يونايتد في موسم 1994–95 لمدة موسم واحد، مشاركًا في 7 مباريات ولم يسجل أي هدف أيضًا.

## روابط خارجية
- جورج بورلي على موقع الاتحاد الإسكتلندي (الإنجليزية)
- جورج بورلي على موقع قاعدة بيانات كرة القدم.إي يو (الإنجليزية)
- جورج بورلي على موقع ناشيونال فوتبول تيمز (الإنجليزية)
- جورج بورلي على موقع Soccerbase.com (لاعب) (الإنجليزية)
- جورج بورلي على موقع Soccerbase.com (مدرب) (الإنجليزية)
- جورج بورلي على موقع عالم كرة القدم.نت (الإنجليزية)